# Achoerodus
Achoerodus is een geslacht van straalvinnige vissen uit de familie van lipvissen (Labridae).

## Soorten
De volgende soorten zijn bij het geslacht ingedeeld:
- Achoerodus gouldii (Richardson, 1843)
- Achoerodus viridis (Steindachner, 1866)